# 陝西省体育場
陝西省体育場(せんせいしょうたいいくじょう、簡体字中国語: 陕西省体育场、英: Shaanxi Province Stadium、別名：朱雀体育場)は、中華人民共和国の陝西省西安市にある多目的スタジアムである。

## 概要
現在は上海実業城市開発集団(簡体字中国語: 上海实业城市开发集团)が命名権を取得しているため、陝西上実城開体育場(簡体字中国語: 陕西上实城开体育场)が正式名称となっている。また、朱雀広場が近くにあるため、朱雀体育場と呼ばれることもある。収容人数は50,000人、総敷地面積は97,000平方メートル。主にサッカーの試合に用いられ、サッカー中国代表の試合が開催されることもある。中国サッカー・乙級リーグに所属する西安老城根がホームスタジアムとして使用している。また、1999年には中国城市運動会においてこのスタジアムが使用された他、以前には中国サッカー・超級リーグに所属していた陝西宝栄滻灞がホームスタジアムとして利用していた。

## 交通アクセス
西安地下鉄2号線の体育場駅より徒歩すぐ。